# Templo de Nuestra Señora de la Merced (Guadalajara, Jalisco)
El Templo de Nuestra Señora de la Merced es un edificio católico de la ciudad de Guadalajara, ubicada en el centro del estado de Jalisco, México. Su construcción inició en 1650 y finalizó en 1721, mandado a construir con un estilo barroco por Francisco de Pineda. El templo es catalogado como monumento histórico por el Instituto Nacional de Antropología e Historia (INAH) para su preservación. Actualmente pertenece a la Parroquia del Sagrario Metropolitano de la Arquidiócesis de Guadalajara.
Se localiza en el centro histórico de la ciudad, diagonal a Plaza Guadalajara y a lado del Palacio Municipal, cerca del Paseo Alcalde.

## Historia
Donde ahora existe el Mercado Corona, hasta el siglo XVII existió la primera escuela de Guadalajara, el Colegio de Santa Catalina de Siena. Después de su desaparición, la Orden de los Carmelitas Descalzos pidió autorización para construir un nuevo convento. En 1629, también la Orden de la Merced, de la cual el templo derivó su nombre, se estableció en Guadalajara. Bajo la supervisión del fray Francisco de Pineda, los frailes Miguel Telo, Miguel de Albuquerque y Simón de los Reyes estuvieron a cargo de la construcción del nuevo convento, la cual duró siete décadas. El convento contaba con un seminario enfocado en la teología de Tomás de Aquino. Mucho del conjunto conventual fue destruido por ser expropiado por el gobierno debido a las Leyes de Reforma. En 1930, se construyó otra torre, pero fue destruida a raíz de un terremoto en 1977.
El edificio es conocido por ser uno de los que se incluye en la tradicional visita a los siete templos que se realiza anualmente en Semana Santa y que en el caso de Guadalajara incluye a otras iglesias como la catedral, el templo de Santa Mónica, la basílica de San Felipe Neri, el templo de las Capuchinas, el templo de Jesús María y el templo de Santa Teresa de Jesús.

## Arquitectura
El templo tiene una fachada barroca y una puerta de arco muy fina. Cuenta con tres nichos, incluyendo imágenes de la Virgen de la Merced, Santa María de Cervello y la Beata María de Jesús. El retablo fue hecho con madera de ciprés y es una imagen de Maria y el Niño Jesús. En la sacristía hay pinturas de Diego Cuentas que datan de los siglos XVII y XVIII.

## Galería

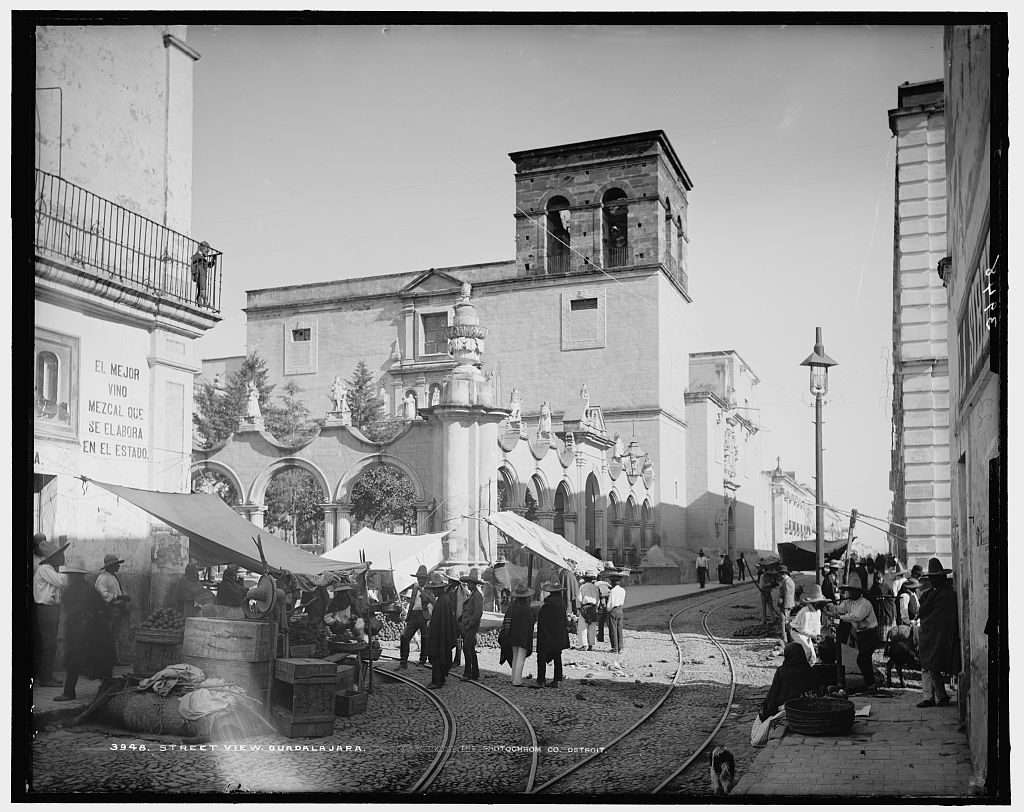
El templo circa 1890.
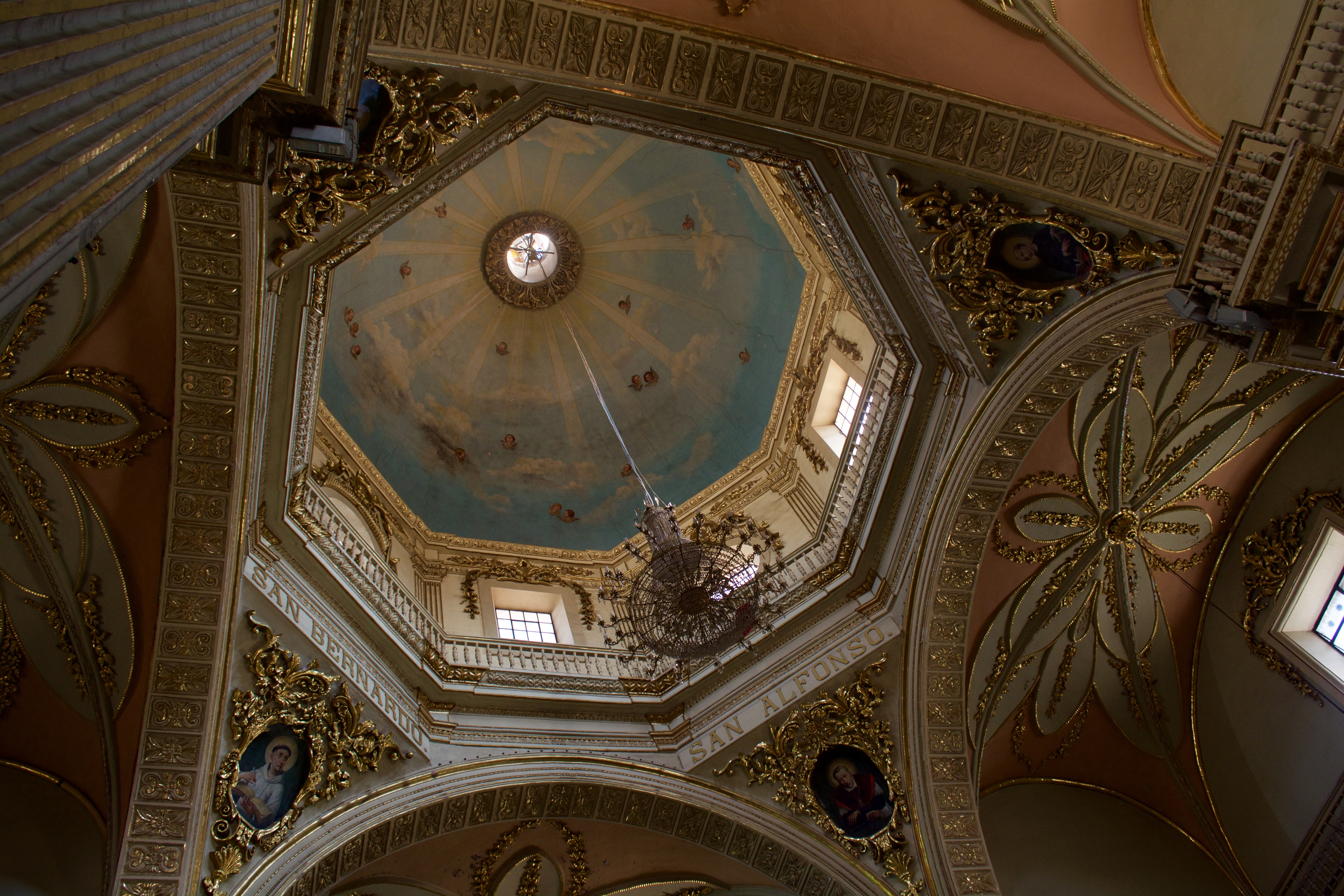
Cúpula del templo.
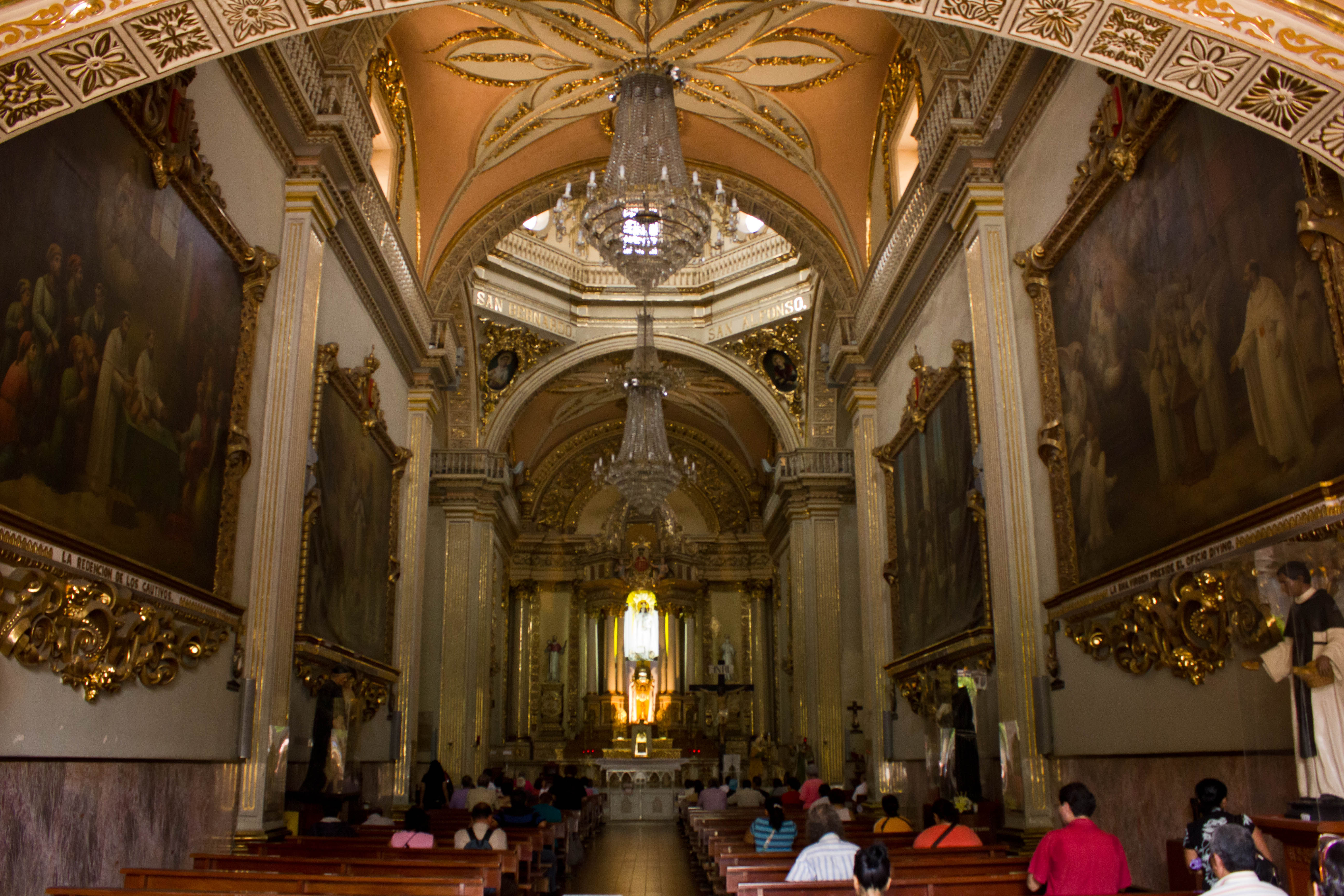
Interior del templo.
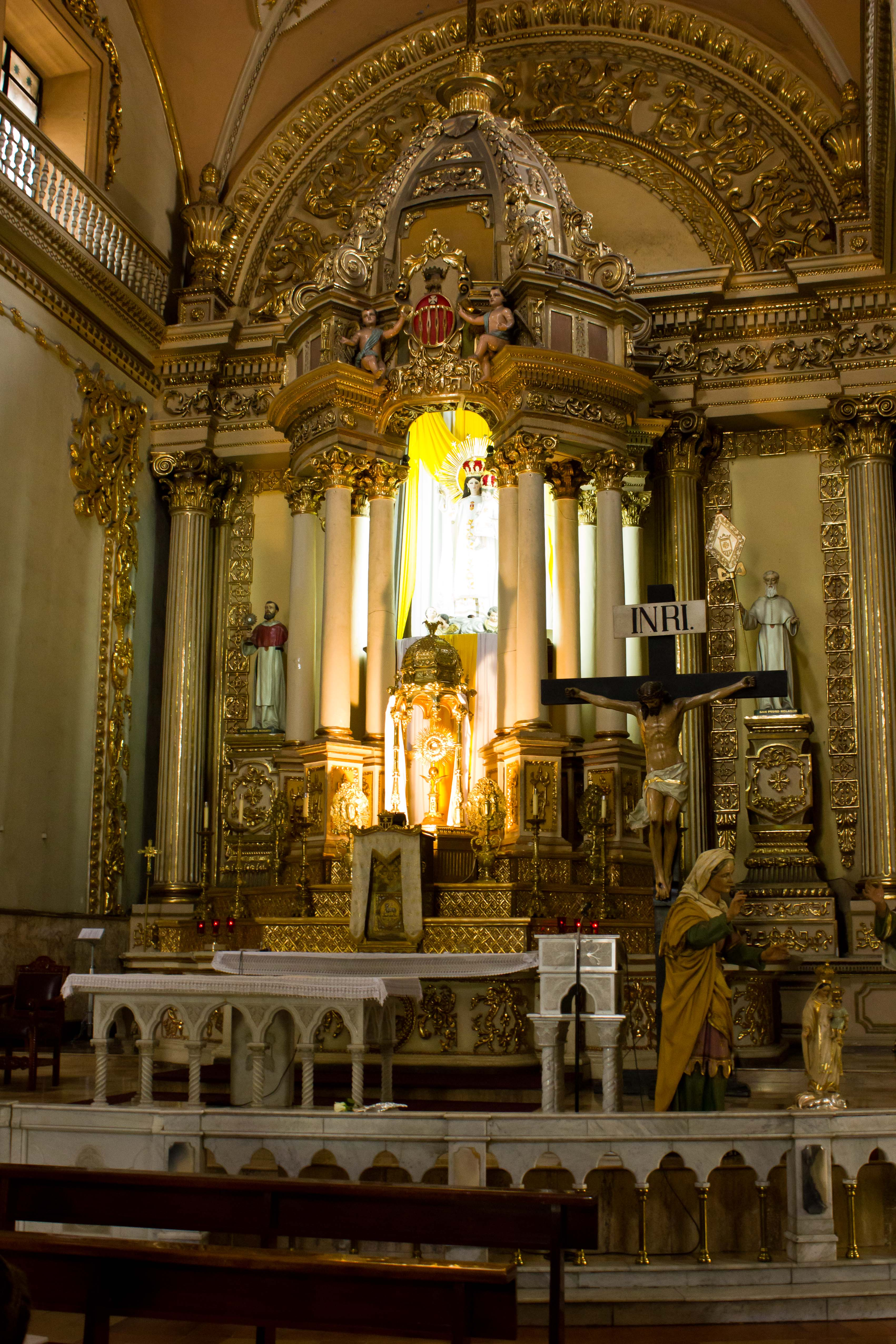
Retablo del templo.